# 动眼神经
動眼神經（oculomotor nerve）是12對腦神經之中的第三對，编号III，为运动性脑神经，含两种纤维成分：躯体运动纤维支配除外直肌和上斜肌以外的所有眼球外肌，副交感纤维支配眼球内的瞳孔括约肌和睫状肌。其負責控制眼球的轉動、眼球內水晶體厚度的調整、瞳孔的縮放。

## 神經路徑
動眼神經的神經核位於中腦的上丘部位的埃丁格-韦斯特法尔核（Edinger-Westphal nucleus，E-W nucleus），为支配眼肌的主要运动神经，包括运动纤维和副交感纤维两种成分。动眼神经起自中脑上丘水平的动眼神经核，此核较大，形状不规则，长约5～6mm。动眼神经核可分为三部分：
①外侧核为运动核，位于中脑四叠体上丘水平的导水管周围腹侧灰质中，左右各一。发出的运动纤维走向腹侧，穿过红核组成动眼神经，由中脑脚间窝出脑，在大脑后动脉与小脑上动脉之间穿过，向前与后交通动脉伴行，穿过海绵窦之侧壁经眶上裂（superior orbital fissure）入眶，支配上睑提肌、上直肌、内直肌、下斜肌、下直肌。
②正中核或称佩利阿（Perlia）核，位于中线上，两侧E-W核之间，不成对，发出的副交感神经纤维到达两眼内直肌，主管两眼的辐辏运动。
③埃韦核（Edinger-Westphal nucleus，E-W nucleus）位于正中核的背外侧，中脑导水管周围的灰质中，发出的副交感神经节前纤维人动眼神经，至睫状神经节交换神经元，其节后纤维支配瞳孔括约肌和睫状肌，得瞳孔放大及晶体变厚而视近物，参与缩瞳和调节反射。

## 主要功能
動眼神經控制位於眼球外圍能轉動眼球的四條肌肉，另外有兩條肌肉分別由腦神經Ⅳ與Ⅵ控制。它們分別是:
- 上直肌（Superior rectus muscle）
- 下直肌（Inferior rectus muscle）
- 內直肌（Medial rectus muscle）
- 下斜肌（Inferior oblique muscle）

-
- 外直肌(Lateral rectus)-外展神經Ⅵ
- 上斜肌(Superior oblique)-滑車神經Ⅳ

動眼神經亦控制著眼球內負責調整水晶體厚度的睫狀肌（ciliary muscle）。
動眼神經亦控制瞳孔括約肌(縮瞳)，以及提上眼瞼肌。

## 外部連結
- 解剖學(Anatomy)-腦神經(cranial nerve)-CN III(動眼神經) （页面存档备份，存于）

1. ↑  https://www.termonline.cn/search?searchText=Edinger-Westphal+nucleus